# Rehabilitační centrum Čeladná
Rehabilitační centrum Čeladná s.r.o. (do roku 2023 Beskydské rehabilitační centrum, spol. s r.o.) (1902–1940 Lázně Skalka; 1940–1945 Heilanstalt in Kunzendorf b. Frankstadt u. d. Radhost, Mähren; 1945–1948 Lázně Skalka; 1948–1952 Hornický léčebný ústav Zdeňka Nejedlého, 1952–2000 Pobočka Okresní nemocnice ve Frýdku-Místku, Nemocnice Čeladná) je středisko zaměřené na léčbu pohybového, nervového a oběhového ústrojí s více než 120 letou tradicí. Leží na pomezí obcí Kunčice pod Ondřejníkem a Čeladné.

## Historie

### Podmínky pro založení lázní
Za počátek turistického ruchu v oblasti se považuje rok 1888, kdy do Kunčic pod Ondřejníkem začal jezdit pravidelně vlak z Ostravy a jejího průmyslového okolí. Lázním předcházela budova selského dvora zvaného „Pod Skalkou" (dnes Léčebný dům Dr. Maye a restaurace U Sestřiček). Roku 1889 patřila Ferdinandu a Klaudii Brázdovým, kteří zde pro stále přibývající hosty otevřeli hostinec a koloniál Pod Lipkami. Podle vyprávění se u pramene nedaleko dvora stal zázrak: Ferdinandu Brázdovi se zjevila Panna Marie a popíjení vody z pramínku ho zbavilo úporných bolestí. Jako poděkování nechal nedaleko pramene postavit dřevěnou kapli Nejsvětější Panny Marie, která je na místě dodnes.
Po smrti Ferdinanda Brázdy v roce 1896 přešel statek do vlastnictví Vincence a Anny Dočekalových. Údajně léčivý pramen pomohl Vincenci Dočekalovi k vizi proměnit restauraci v lázně. Po pravé straně silnice vedoucí z Čeladné nechal postavit jednopatrový hotel Skalka (dnes Léčebný dům Kněhyně) a o kousek výše budovu Koupelí. Prostor mezi budovami v jeho vlastnictví nechal upravit v park. Rozsáhlá stavební činnost ale přivedla Vincence Dočekala do finančních nesnází, které vedly k dražbě majetku v letech 1900–1902.

### Založení lázní
V roce 1902 koupil objekty turnovský rodák MUDr. Jan May spolu s jeho švagrem MUDr. Bohuslavem Müllerem a otevřeli ozdravovnu pro horníky z Ostravska a Karvinska. Také zrekonstruovali budovu hostince Pod Lipkami: byla zdvižena na patro, přibyly volutové štíty a sgrafitová omítka. Hospodářskou část přebudovali na jídelnu (dnes restaurace U Sestřiček), ale pozdější úpravy setřely její novorenesanční vzhled. V letech 1907–1908 postavili další patrový léčebný dům Ondřejka, jehož sloh kombinuje hrázděné zdivo s lidovou architekturou Pobeskydí. Na fasádě můžeme dodnes spatřit fresky muže a ženy v lašském kroji od neznámého autora.
Dále pokračovali v parkové úpravě pozemků, dali vysázet exotické dřeviny, upravili Bělinu studánku (název podle Běly Müllerové, manželky spolumajitele lázní), rybník proměnili v jezírko a u léčivého pramene postavili letní dřevěný pavilon. Všechny budovy byly dálkově vytápěny parním topením a svítilo se v nich elektřinou. Kuchyň byla zásobována z vlastního hospodářství.
Pro svou mnohaletou, obětavou a často nezištnou péči o pacienty si MUDr. Jan May získal přízvisko lékař lidumil. MUDr. Jan May považoval vliv čisté přírody a prostředí za jeden z prvků úspěšné léčby svých pacientů. K léčbě využíval rašelinu z beskydských slatin a další, na tehdejší dobu moderní, léčebné metody.
Sezóna trvala od 15. května do konce září. K léčbě se využívala hydroterapie, skotské střiky, rašelinové koupele, elektřina, cvičení i masáže. Kromě léčby měli hosté k dispozici piáno, kulečník a honitbu. Ředitelství občas pořádalo koncerty a menší divadelní představení.
Už v té době se lázně staly střediskem kulturního dění. Bratři Jaroňkové měli v ozdravovně ateliér, Leoš Janáček byl pravidelným návštěvníkem a pacientům hrával také houslista Jan Kubelík. Místního básníka Josefa Kaluse navštěvovali spisovatelé jako Vojtěch Marvínek a Růžena Svobodová nebo známý novinář František Sokol Tůma.
MUDr. Jan May opustil lázně po smrti svého syna roku 1908.

### Lázně 1909-1939
V roce 1909 ozdravovnu koupilo báňské společenstvo Ostravsko-karvinských báňských podniků. Ředitelem se stal plicní lékař MUDr. Berthold Storch. Prozatím se ubytoval ve vile Fillipa Schleisingera (dnes hostinec a obchod Na Šodku), později koupil vilu naproti lázním (dnes budova ředitelství, vila Běla), kde jeho následovníci ve funkci bydleli až do přeměny vily na léčebný dům v roce 2002. Léčba se ani po první světové válce, kdy se lázně proměnily v lazaret, od té předválečné příliš nelišila. Pouze byla doplněna o některé, tehdy nové, terapie. V roce 1912 Berthold Storch provedl lázněmi T. G. Masaryka s manželkou i s oběma dcerami.
Berthold Storch vedl ústav až do roku 1939, kdy byl kvůli svému židovskému původu odvolán. Jako poslední bydliště Bertholda Storcha a jeho manželky Žofie se uvádí sběrný tábor, zřízený v tzv. Žárově domě v Čeladné (dnes již neexistuje), odkud byli zřejmě v listopadu 1942 deportováni do některého z koncentračních táborů, kde se jejich stopa ztrácí. Za mrtvé byli oba úředně prohlášeni 25. března 1943.

### Válečné a poválečné období
Od roku 1940 sloužil Heilanstalt in Kunzendorf bei Frankstadt (Léčebný ústav v Kunčicích u Frenštátu) znova jako lazaret pro vojáky Wehrmachtu. Hospodářské budovy byly přestavěny na prádelnu a hlavní budova i garáže přišly o své volutové štíty a novorenesanční výzdobu. Po válce zde existovala snaha obnovit sanatorium. Dokonce byl v letech 1948–1949 postaven z prostředků UNRRA nový léčebný dům podle návrhu architekta Ing. arch. Jaromíra Moučky (dnes léčebný dům Dr. Storcha). Elegantní třípatrová budova svými čistými liniemi plně odkazuje na funkcionalistický odkaz předválečné architektury. Ústav se tehdy nazýval Hornický léčebný ústav Zdeňka Nejedlého.

### Nemocnice Čeladná
Roku 1952 se stal majitelem lázní Československý stát a prostřednictvím OÚNZ zde zřídil pobočku Okresní nemocnice ve Frýdku-Místku, která v rukou státu zůstala až do roku 1993. Na místě fungovala například známá porodnice, která byla díky umístění v parku a rodinnému prostředí velmi oblíbená. V průběhu těchto let většina budov zchátrala, čímž se zkomplikoval proces privatizace. V roce 1995 byla nemocnice i s areálem vrácena do vlastnictví obce Čeladná, která ji pronajala společnosti AGEL. V období do roku 2000 docházelo postupně k rušení stávající porodnice, interny, dětského oddělení a gynekologie a veškerá činnost se soustředila na poskytování lůžkové rehabilitační péče.

## Vývoj po roce 2000

### Vznik a další vývoj Rehabilitačního centra Čeladná
Rehabilitační centrum navazuje na léčebnou tradici původních Lázní Skalka, které založil v roce 1902 MUDr. Jan May. Ten v lázních aplikoval na tehdejší dobu velmi pokrokové léčebné postupy. V roce 1952 jsou původní Lázně Skalka převedeny do akutní péče a vzniká Nemocnice Čeladná.
V roce 1996 se ředitelem tehdejší nemocnice v Čeladné stal MUDr. Milan Bajgar. Spolu s MUDr. Romanem Dudysem se během několika dalších let ekonomicky problematického provozu nemocnice rozhodli, že nemocnici transformují na odborný léčebný ústav zaměřený na lůžkovou rehabilitaci. Do té doby šlo o lůžkové zdravotnické zařízení se všemi lůžky v kategorii následné péče.[zdroj?] V roce 2000 se tehdejší Nemocnice Čeladná transformována do odborného léčebného ústavu s názvem Beskydské rehabilitační centrum. V roce 2000 založena společnost Beskydské rehabilitační centrum, spol. s r.o. (BRC) jako odborný léčebný ústav zaměřený na léčbu pacientů s nemocemi pohybového, oběhového a nervového ústrojí.
Společnost Beskydské rehabilitační centrum uzavřela v roce 2003 novou smlouvu s obcí Čeladná. Po splnění podmínek smlouvy a uhrazení dohodnuté ceny přešly v roce 2013 pozemky i nemovitosti do majetku BRC. Dominantou areálu se v roce 2007 stal Apartmánový dům Lara s kavárnou a wellness centrem, který slouží nejen pacientům, ale i veřejnosti. V roce 2011 byly prostory sousedící s kavárnou upraveny a vznikla zde Galerie Lara, ve které se pravidelně konají výstavy převážně regionálních výtvarníků a fotografů. 
Tato proměna využívá původní zaměření a navazuje na existenci lázní. Vzniká zdravotnické zařízení s 246 lůžky. Jako jediné pracoviště té doby byla součástí rehabilitačního centra i JIP pro pacienty po kardiochirurgických operacích.
Jako první v ČR byla v BRC zavedena metoda celotělové chladové terapie, pracoviště BRC je autorem názvu Polarium, později obecně užívaného pro tuto léčebnou metodu.
V roce 2012 byl zcela zrekonstruován interiér jedné z původních budov Koupelí (dnešní Lázně), kde je umístěn rehabilitační bazén, elektroléčba a vodoléčba. Ve stejném roce se do vily Běla přestěhovaly kanceláře ředitelství. V průběhu roku 2013 prošel celkovou rekonstrukcí léčebný dům Kněhyně (původní hotel Skalka), kde zůstaly pouze obvodové a nosné zdi. Vzhledem ke stáří stavby byly vyměněny všechny rozvody a podlahy a dostavěn výtah. Stejnou rekonstrukcí prošel v roce 2014 Léčebný dům Dr. Maye, kde vzniklo oddělení o 30 lůžkách se vším komfortem, léčbou i stravováním. Při rekonstrukci tohoto objektu se podařilo získat finanční pomoc ze švýcarských fondů. Předcházela jí ještě modernizace a rozšíření přilehlé restaurace U Sestřiček a vybudování nové Galerie malířů Beskyd, která byla slavnostně otevřena 1. září 2015.
V roce 2020 byla dokončena rekonstrukce a výstavba domu Dr. Storcha. Vznikl nový moderní pavilon s jednolůžkovými pokoji a apartmány. Přístavbou k původní budově byl vybudován nový provoz léčebné rehabilitace. Obě budovy jsou spojeny bezbariérovou chodbou. Z původních prostor nemocničního JIP vznikla nová jídelna léčebného domu.
V roce 2023 došlo ke změně názvu společnosti na Rehabilitační centrum Čeladná s.r.o.

#### Ocenění
Beskydské rehabilitační centrum je investorem AD Lara s wellness centrem, které bylo oceněno titulem Stavba roku MS kraje 2007. V soutěži EY Podnikatel roku byl v roce 2016 ředitel BRC s projektem Podnikatelský přínos kultuře a umění finalistou soutěže. V soutěži Stavba Moravskoslezského kraje 2020 (15. ročník) BRC obdrželo čestné uznání za stavbu Léčebného domu Dr. Storch II. V roce 2022 v projektu Ocenění českých lídrů 2022 BRC získalo druhé místo v Moravskoslezském kraji.

#### Ubytování
V Rehabilitačním centrum Čeladná je možné se ubytovat v šesti moderních léčebných domech s různým vybavením. Vhodný dům pro konkrétního pacienta určí odborníci na základě zdravotního stavu pacienta.

#### Léčebné metody
Procedury jsou vždy zvoleny podle individuálních potřeb pacienta. Patří mezi ně fyzioterapie (individuální, skupinová), pohybová terapie, ergoterapie, psychoterapie, logoterapie, kognitivní terapie, dále elektroléčba, masáže, koupele, zábaly a další. Rehabilitační centrum Čeladná jako první v ČR začalo léčit chladem, tzv. kryoterapií.
Od roku 2011 se ve speciálně stavebně upravených prostorech vily Mátma poskytuje stále žádanější terapie tmou, jejímž propagátorem a odborným garantem je PhDr. Andrew Alois Urbiš.

#### Pacienti
Od roku 2012 musí léčbu pacientů nejprve schválit revizní lékař a k léčbě jsou přijímáni ve větší míře také pacienti přímým překladem z nemocnic, po náročných operacích a ve vážném zdravotním stavu.